# 1244
1244 (MCCXLIV) je bilo prestopno leto, ki se je po julijanskem koledarju začelo na petek.

## Dogodki

### Padec Jeruzalema
- 15. julij - Padec Jeruzalema: Horezmijci, ki jih je v Egipt povabil ajubidski sultan Al-Malik as-Salih, spotoma zavzamejo in opustošijo Jeruzalem.
- 23. avgust - Horezmijci zavzamejo še jeruzalemsko citadelo Davidov stolp. Kristjani so izgnani iz mesta.

- 18. oktober - Bitka pri Harbiyahu: odločujoča zmaga egiptovskih mamelukov in Horezmijcev v službi ajubidskega egiptovskega sultana Al-Malika as-Saliha proti združenim križarjem. Križarski napor podpreta tudi Ajubida an-Nasir Davud[1] (emir Keraka) in Al-Mansur Ibrahim (emir Homsa). Več kot polovica križarjev in muslimanskih zaveznikov je v boju ubita, od preživelih velika večina križarjev zajeta, le redkim uspe doseči bližnji Askalon. 1245 ↔
  - V bitki je ubit (ali ujet?) veliki mojster vitezov templarjev Armand de Périgord, ki ga nasledi Richard de Bures, 17. veliki mojster po seznamu. Viteški redovi utrpe posebej hude izgube.

### Ostalo
- 1. marec - Gruffyd ap Llywelyn, polbrat valižanskega princa Dafydda ap Llywelyna, se smrtno ponesreči med poskusom pobega iz Londonskega Towra, kamor ga je kot gosta zaprl angleški kralj Henrik III.. Valižanski princ Dafydd začne razbremenjen ponovno spletkariti proti angleškemu kralju. 1245 ↔
- 16. marec - Okcitanija: konec obleganja katarskega gradu Montségur. Katari, ki jih že devet mesecev oblega križarska vojska, se predajo. Čez dvesto katarov zavrne spreobrnitev in se brez prisile poda na že pripravljeno grmado. Skesance in simpatizerje katarov zasliša inkvizitorsko sodišče[2], mdr. tudi gospodarja gradu barona Raymonda de Pereilla.
  - Konec katarskega gibanja v Okcitaniji. Večina laičnih katarov se navidez spreobrne in emigrira v Italijo in Španijo, kjer je imela inkvizicija manj vpliva.

- 26. marec - Rekonkvista: Almirrski sporazum, aragonski kralj[3] Jakob I. in kastiljski Ferdinand III. se v izogib prihodnjim konfliktom sporazumeta o delitvi mavrskih ozemelj, ki jih je treba še osvojiti. Sporazum je uspeh za Kastiljce, saj s tem dobijo izhod na Sredozemsko morje in izključni vpliv nad Granadskim emiratom. Jakob I. v tem in naslednjem letu osvoji samo še nekaj manjših muslimanskih enklav ter ko doseže dogovorjeno linijo s Kastilijo, zaključi z rekonkvisto. 
  - Kastiljski kronski princ Alfonz X. zatira zadnja gnezda mavrskega upora v okupirani taifi Murciji.
- poletje - Papež Inocenc IV. se incognito poda na pot v Francijo, da bi utrdil svoj politični položaj proti cesarju Frideriku II. ↓
- 2. december → Papež Inocenc IV. prispe v Lyon in začne s pripravami na koncil. 1245 ↔
- 5. december - Umrlo grofico Flandrije in Hainauta[4] Ivano Flandrijsko nasledi mlajša sestra Margareta II.
- Prva omemba Berlina.
- Severnonemški mesti Neustadt in Segeberg prevzameta zakone[5] mesta Lübeck, korak v postopnem oblikovanju trgovsko-politične zveze Hansa.
- Umrlega markiza Saluzza Manfreda III. nasledi sin Tomaž I.
- Umorjenega marinidskega sultana Muhamada I. nasledi mlajši brat Abu Jahja.
- Veliki mojster vitezov Križnikov Gerhard iz Malberga odstopi in prestopi med Templarje.
- Rimsko-nemški cesar in sicilski kralj Friderik Hohenstaufen se poroči z ljubico Bianco Lancio, ki je na smrtni postelji in s katero imata tri (nezakonske) otroke. Po pravilih cerkve poroka ni kanonična, vendar dobijo otroci rojeni iz te zakonske zveze možnost za kasnejšo legitimacijo. 1258 ↔
- Tomaž Akvinski se na veliko nejevoljo svojih domačih pridruži dominikancem.
- V pristanišču v Utrechtu začno uporabljati dvigalo s kolesom na človeški pogon (lat. magna rola) za dviganje težkih bremen z ladij.
- Japonski zen budistični mojster ustanovi svetišče Eihei-dži, enega od dveh najpomembnejših svetišč zen budistične ločine soto.
- Japonski šogun Kudžo Joricune abdicira v korist mladoletnega sina Joricuga. Oba sta sicer marionetna vladarja iz klana Fudživara. Pravo oblast imajo regenti iz klana Hodžo.

## Rojstva
- 24. junij - Henrik I., deželni grof Hessena († 1308)

Neznan datum
- Bonifacij Savojski, grof Savoje († 1263)
- Ervin iz Steinbacha, nemški arhitekt in gradbeni mojster († 1318)
- Folquet de Lunel, okcitanski trubadur († 1300)
- Gvido de Montfort, angleški plemič, grof Nole, izobčenec († 1288)
- Henrik I., navarski kralj, grof Šampanje in Brieja (III.) († 1274)
- Henrik II. iz Virneburga, kölnski nadškof († 1332)

## Smrti
- 1. marec - Gruffyd ap Llywelyn, nezakonski sin valižanskega princa Llywelyna Velikega (* 1200)
- 16. marec:
  - Guillaume de Lahille, katarski vitez
  - Bartrand Marti, katarski škof
- 18. oktober - Armand de Périgord, veliki mojster vitezov templarjev (* 1178)
- 5. december - Ivana Flandrijska, grofica Flandrije in Hainauta (* 1194)

Neznan datum
- Bianca Lancia, ljubica Friderika II.[6]
- Eleanora Kastiljska, aragonska kraljica (* 1202)
- Manfred III., markiz Saluzza
- Muhamad I., marinidski sultan